# Hercules und das Amazonenheer
Hercules und das Amazonenheer (Originaltitel: Hercules and the Amazon Women) ist ein US-amerikanischer Fantasyfilm von Bill L. Norton aus dem Jahr 1994. Er ist der erste Teil einer fünfteiligen Filmreihe, der von 1995 bis 1999 die Fernsehserie Hercules folgte.

## Handlung
Der Halbgott Hercules kehrt in sein Heimatdorf zurück, da die Hochzeit seines besten Freundes Iolaos kurz bevorsteht. Nachdem sie gemeinsam die von Hera gesandte Hydra besiegt haben, schauen die beiden Gefährten bei Hercules’ Mutter vorbei, die kurz darauf auch Besuch von Zeus, dem Vater des Halbgottes, bekommt. Später speisen Mutter und Sohn bei Iolaos und seiner baldigen Frau Ania zu Abend, wo sie von einem Fremden namens Pithus aufgesucht werden, der Hercules darum bittet den Einwohnern seines Dorfes gegen wilde Bestien beizustehen.
Zusammen mit Pithus begeben sich Hercules und Iolaos in das Dorf des Fremden, dessen Einwohner ausschließlich männlich sind. In einem Wald kommt es dann zum Kampf zwischen den beiden Gefährten und den Bestien, die sich als Masken tragende Amazonen entpuppen, Iolaos tödlich verletzen und den gefangenen Hercules zu ihrer Königin Hippolyte bringen. Im folgenden Gespräch rechtfertigt die von Hera befeuerte Amazonenkönigin ihren Krieg gegen die Männer damit, dass diese die Frauen nur benutzen und beherrschen wollen. Der patriarchalisch denkende Hercules will daraufhin seine Sicht auf Frauen überdenken, weist Hippolyte aber auch auf ihre eigenen Vorurteile gegenüber Männern hin. Später bricht Hercules aus seinem Gefängnis aus und begibt sich zurück in das Dorf. Das Heer der Amazonen macht sich derweil für einen nächtlichen Überfall auf die Dorfbewohner bereit, bei denen sich die Kriegerinnen der Tradition folgend zu befruchten gedenken. Da der Halbgott den Männern inzwischen jedoch Ratschläge darüber erteilt hat wie man Frauen achtet, finden die Verschiedengeschlechtlichen sowie auch Hercules und Hippolyte durch die Liebe zusammen, was ihre Feindschaft beendet.
Der Konflikt scheint gelöst zu sein. Die aufgrund der Untreue ihres Gatten mit Hass gegen den Sohn des Zeus und alle Männer erfüllte Hera will sich mit dem Ende des Krieges aber nicht zufriedengeben, also fährt sie in die Amazonenkönigin und befiehlt einen erbarmungslosen Angriff auf die Dorfbewohner. Hercules beschließt das Dorf zu verlassen, um so den Zorn der Göttin einzig auf sich zu lenken. Der hinterhereilende Pithus erliegt dem Dolch der Verfolgerin. An einer Klippe angelangt stellt die besessene Amazonenkönigin den Halbgott dann zu einem letzten Kampf. Der in sie Verliebte gibt jedoch auf und teilt Hera mit, dass sie ihn töten könne, da für ihn ein Leben ohne Hippolyte unerträglich wäre, woraufhin die Göttin die Gelegenheit auf Rache nutzend Hippolytes Körper in die Tiefe stürzt.
Betrübt über das Geschehene sucht Hercules seinen Vater Zeus auf, der seinem Sohn eine Bitte gewährt. Die Zeit wird zurückgedreht, Hercules und seine Mutter speisen bei Iolaos und seiner baldigen Frau Ania zu Abend und als sie ein Fremder aufsucht, erklärt Hercules diesem, dass die Einwohner seines Dorfes ihre Schwierigkeiten selbst lösen können, indem sie sich um Freundschaft mit den Angreifern bemühen.

## Erstausstrahlung
Hercules und das Amazonenheer hatte seine Premiere am 25. April 1994 in den Vereinigten Staaten. In Deutschland erschien der Film erstmals am 7. Oktober 1994 im Fernsehen auf dem Sender RTL und am 24. Januar 1996 auf Video.

## Synchronisation
| Darsteller            | Rolle     | deutscher Sprecher |
| --------------------- | --------- | ------------------ |
| Kevin Sorbo           | Hercules  | Ekkehardt Belle    |
| Roma Downey           | Hippolyte | Kathrin Simon      |
| Michael Hurst         | Iolaos    | Axel Malzacher     |
| Lucy Lawless          | Lysia     | Martina Duncker    |
| Anthony Quinn         | Zeus      | Christian Kohlund  |
| Murray Keane          | Tiber     | Thomas Albus       |
| Margaret-Mary Hollins | Megara    | Michaela Amler     |
| Fiona Mogridge        | Ilia      | Beate Pfeiffer     |

## Kritik
Für das Lexikon des internationalen Films war Hercules und das Amazonenheer ein „Actionfilm“ der „sich nur lose auf den antiken Mythos stützt“ und durch seinen „modernen Fantasy-Touch mit den italienischen Sandalenfilmen der 60er Jahre nichts mehr gemein hat“.